# František Toman
František Toman (*Ratíškovice, 10 juli 1924 - Praag, 20 september 1981), was een Tsjecho-Slowaaks politicus.
Toman volgde een middelbareschoolopleiding en sloot zich in 1945 aan bij de Tsjecho-Slowaakse Volkspartij (CSL). Van 1946 tot 1947 werkte hij als mijnwerker in Ratíškovice. Van 1947 tot 1950 was Toman districtssecretaris van de CSL in Hodonín en van 1950 tot 1968 was hij voorzitter van de commissie volksgezondheid van de Nationale Raad van Hodonín en van 1955 tot 1960 was hij tevens lid van het Regionale Comité van de CSL in Gottwaldov. In juli 1960 werd hij in het Centraal Comité van de CSL gekozen. In juni 1964 werd hij in de Nationale Vergadering (= federaal parlement) van Tsjecho-Slowakije gekozen (tot 1986). 
Van 1963 tot 1970 was Toman voorzitter van het Regionale Comité van de CSL van Zuid-Moravië. In 1965 werd hij in het Presidium van de CSL gekozen. Van 1968 tot 1969 was hij viceminister en van januari tot september 1969 minister van Arbeid en Sociaal Welzijn van Tsjechië en daarna was hij vicevoorzitter van de CSL tot 1980. Van 1971 tot 1981 was hij fractievoorzitter van de CSL in de Nationale Vergadering en van 1980 tot 1981 was Toman gedurende een jaar voorzitter van de rooms-katholieke CSL. 

## Verwijzingen
- Bron: Who's who in the Socialist Countries of Europe, dl. 3 [P-Z] (1989)